# Le Survenant (série radiophonique)
Pour les articles homonymes, voir Le Survenant.

Le Survenant est un radio feuilleton québécois qui a été diffusé du 31 août 1952 au 6 mai 1955 par la radio de Radio-Canada. Le feuilleton radiophonique fut diffusé tous les soirs de la semaine durant 15 minutes.
Il a été rediffusé, en reprise, sur les ondes de CKVL du 24 septembre 1962 au 29 juin 1965.
Le scénario est écrit par Germaine Guèvremont, l'auteure du roman le Survenant.

## Synopsis
Voir les articles sur le roman le Survenant et sur la série télévisée le Survenant.

## Scénario et réalisation
- Scénario : Germaine Guèvremont
- Réalisation : Paul Leduc

## Source
- Pierre Pagé, Répertoire des œuvres de la littérature radiophonique québécoise 1930-1970. Fides, 1975